# Guillem VIII d'Alvèrnia
Guillem VIII el Jove (° abans de 1147 - † 1169 o 1182), comte legítim d'Alvèrnia a la mort del seu pare Robert III d'Alvèrnia que es va produir a Palestina vers el 1147 o poc després; no obstant va ser desposseït de part dels seus béns pel seu oncle, conegut sota el nom de Guillem IX el Vell.

## Biografia
Guillem VII era el fill de Robert III. Era el comte legítim el 1147 quan el seu pare va morir però sent un infant el seu oncle Guillem el Vell (després Guillem IX d'Alvèrnia) va agafar la regència i va intentar prendre el control del comtat. El rei d'Anglaterra que com a duc de Guyena o Aquitània era el senyor feudal, va convocar al Vell a la seva cort però no hi va anar i va fer homenatge al rei de França. Després d'una llarga baralla entre els partidaris de l'oncle i de l'infant, el comtat va ser partit vers a 1155 i Guillem VIII va entrar en possessió de Rochefort-Montagne, Pontgibaud, Herment, Saint-Germain-Lembron, Champeix i Vodable que va esdevenir la seva residència, i sobretot de Montferrand la seva capital. Encara portava el títol de comte d'Alvèrnia el 1167), però mai no va rebre el de delfí, ni com a nom o sobrenom, ni com a títol nobiliari. Havent conservat el Velay, es titulava comte del Pui. El seu oncle fou Guillem IX d'Alvèrnia. Llavors els dos comtes es van aliar al vescomte de Polignac i junts van devastar els dominis dels bisbes de Pui i de Clarmont, i els fets van arribar a orelles dell papa Alexandre III que llavors era a França, i del rei Lluís VII el Jove.
De resultes d'una queixa formal del degà de l'església de Sant Julià de Brioude contra els dos comtes d'Alvèrnia, el rei Lluís VII de França va intervenir als comtats i va fer presoner a Guillem VIII i al seu oncle i també al vescomte de Polignac (1162). El duc d'Aquitània, que era també rei d'Anglaterra Enric II, era el teòric senyor feudal dels dos comtes d'Alvèrnia i es va queixar al rei de França de la detenció dels seus vassalls. El rei els va haver d'alliberar el 1163 després d'haver fet el jurament de no inquietar més les esglésies, sent enviats al papa per obtenir l'absolució; Guillem IX fou el primer que es va presentar a Alexandre III que tenia contra ell un altre greuge: havia retirat la seva filla de les mans del marit d'aquesta Robert II de la Tour du Pin, però se'n va saber sortir i va retornar absolt (el rei francès es va queixar de la debilitat del papa i aquest va enviar una carta al rei justificant l'absolució el 10 d'abril de 1164). El 1164 els dos comtes van reprendre la lluita i Guillem el Jove va aconseguir el suport del seu senyor feudal el rei d'Anglaterra i duc d'Aquitània que va enviar un exèrcit que va assolar la part d'Alvèrnia de l'oncle.
El conflicte entre el rei de França i el rei d'Anglaterra el 1167 es va estendre a Alvèrnia pel conflicte entre Guillem VII)I que havia retut homenatge al rei Plantagenet i Guillem IX que havia fet homenatge a Lluís VII després d'haver refusat l'arbitratge d'Enric II. El 1169 el rei de França va fer una expedició a Alvèrnia, i va derrotar el vescomte de Polignac i a Guillem IX que va haver de reconèixer les possessions del seu nebot incloent la meitat de Clarmont.
El 1177 un placitum a Sant Martí i el 1182 un placitum al Berry van confirmar la divisió. Els dos comtats havien de ser vassalls del duc de Guyena, excepte el bisbe de Clarmont que ho havia de ser del rei de França. El bisbe no va acceptar aquesta disposició i no és clar com va seguir l'afer però sembla que al cap d'un temps no s'havia pres cap decisió.
Baluze va trobar un document que provava que va estar casat amb Marquesina d'Albon. Guillem VIII fou el pare de:
- Robert IV delfí d'Alvèrnia (1169/1182 a 1234)